# Unterneuses (Ebensfeld)
Unterneuses ist ein Ortsteil des Marktes Ebensfeld im oberfränkischen Landkreis Lichtenfels im Norden des Freistaates Bayern.

## Lage
Das Haufendorf liegt zwischen Ebensfeld und Bad Staffelstein am Haselbach im weiten Tal des Obermains. Westlich verläuft die Staatsstraße 2197 und östlich die Bundesautobahn 73.

## Geschichte

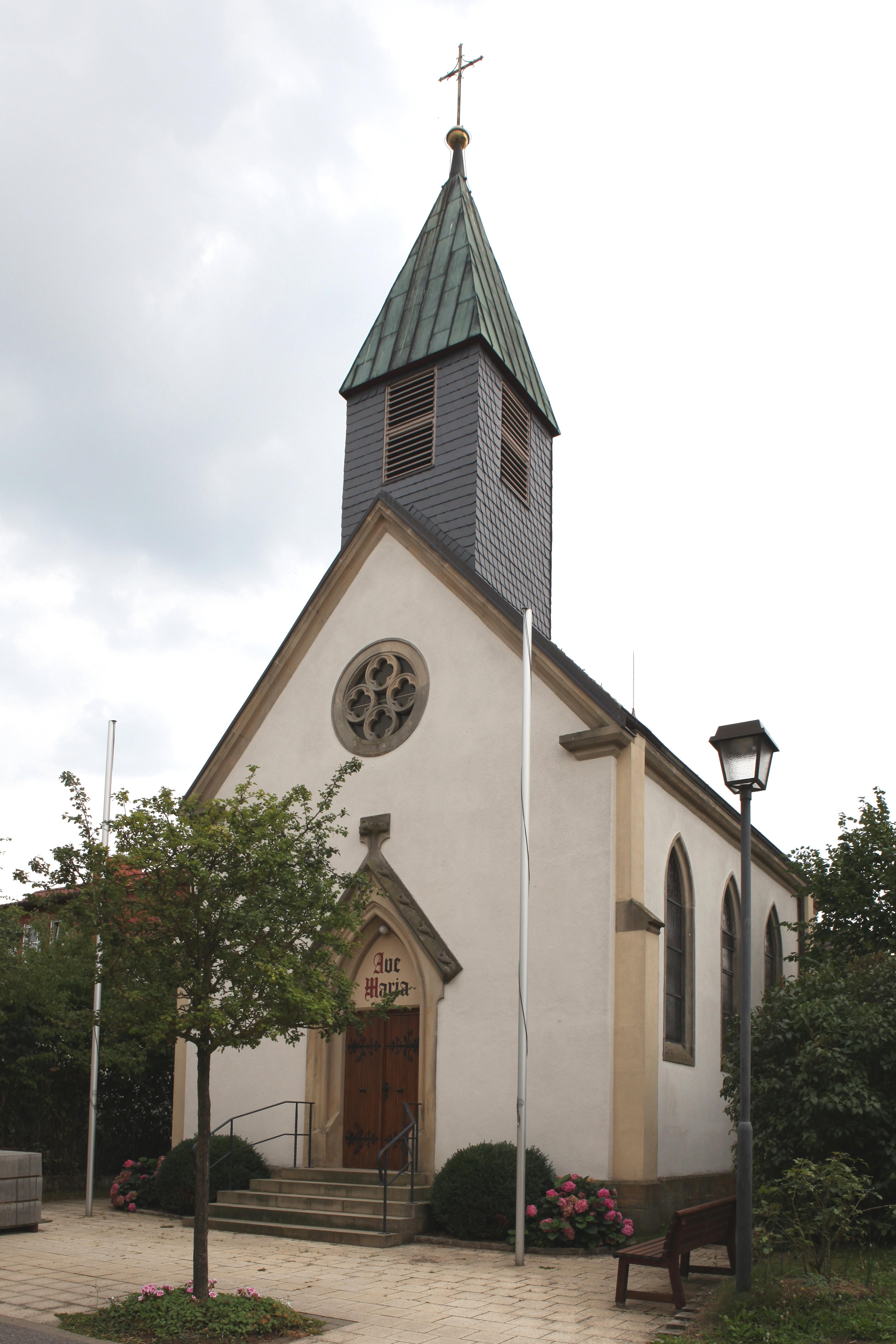
Katholische Kapelle Unbeflecktes Herz Mariä

Unterneuses wurde im Jahre 1203 erstmals als „Nuoseze“ (neuer Sitz) urkundlich erwähnt. In den späteren Jahrhunderten wurde der Ort auch „Neußes unter/bey Staffelstein“ genannt. Erst seit 1843 wird der heutige Ortsname verwendet.
1904 wurde die Filialkirche erbaut. Die Wasserleitung wurde 1905 verlegt und 1909 kam der elektrische Strom dazu. Die damalige Volksschule wurde 1911 erbaut. Zwischen 1957 und 1963 wurde die Gemarkung durch eine Flurbereinigung neu geordnet.
Am 1. Juli 1972 wurde Unterneuses in den Markt Ebensfeld eingegliedert.